# Karolinská epopeja
Karolinská epopeja (knižně 1896) je cyklus epických básní českého novoromantického básníka a prozaika Julia Zeyera. Jde o parafráze starofrancouzských hrdinských eposů, tzv. chansons de geste, napsaných jako romantická konfrontace básníkova snu o velikosti s měšťáckou malostí doby.
Cyklus obsahuje čtyři rozsáhlé epické skladby Pohádka o Karlu Velikém, Román o čtyřech synech Ajmonových, Píseň o Rolandu a Píseň o korunování krále Lovise. Jednotlivé skladby obsahují celou řadu odboček (například ve formě vzpomínek atp.), takže cyklus zpracovává devatenáct chansons de geste. Ústřední postavou cyklu je císař Karel Veliký, zosobněná idea vítězícího křesťanství.

## Vznik cyklu
Cyklus, ke kterému Zeyer načerpal materiál za svého pobytu ve Francii a ve Španělsku, vznikl postupně v letech 1887–1893. Jednotlivé skladby vyšly nejprve v časopise Květy, první knižní souborné vydání je z roku 1896.
Skladby vznikly v následujícím pořadí:
- Píseň o Rolandu, věnována německé překladatelce české poezie Otilii Malybrok-Stielerové, vznikla v roce 1887, kdy také vyšla ukázka na pokračování v časopise Světozor;[5]  časopisecky vyšla roku 1888.
- Pohádka o Karlu Velikém, věnovaná polskému spisovateli a Zeyerovu příteli Bronisławu Grabowskému, vznikla roku 1889 a časopisecky vyšla roku 1890.
- Román o čtyřech synech Ajmonových, věnovaná Zdeně Braunerové, vznikala od roku 1890 a časopisecky vyšla roku 1892.
- Píseň o korunování Lovise byla napsána a časopisecky vyšla roku 1893.

## Jazyková a obsahová charakteristika cyklu

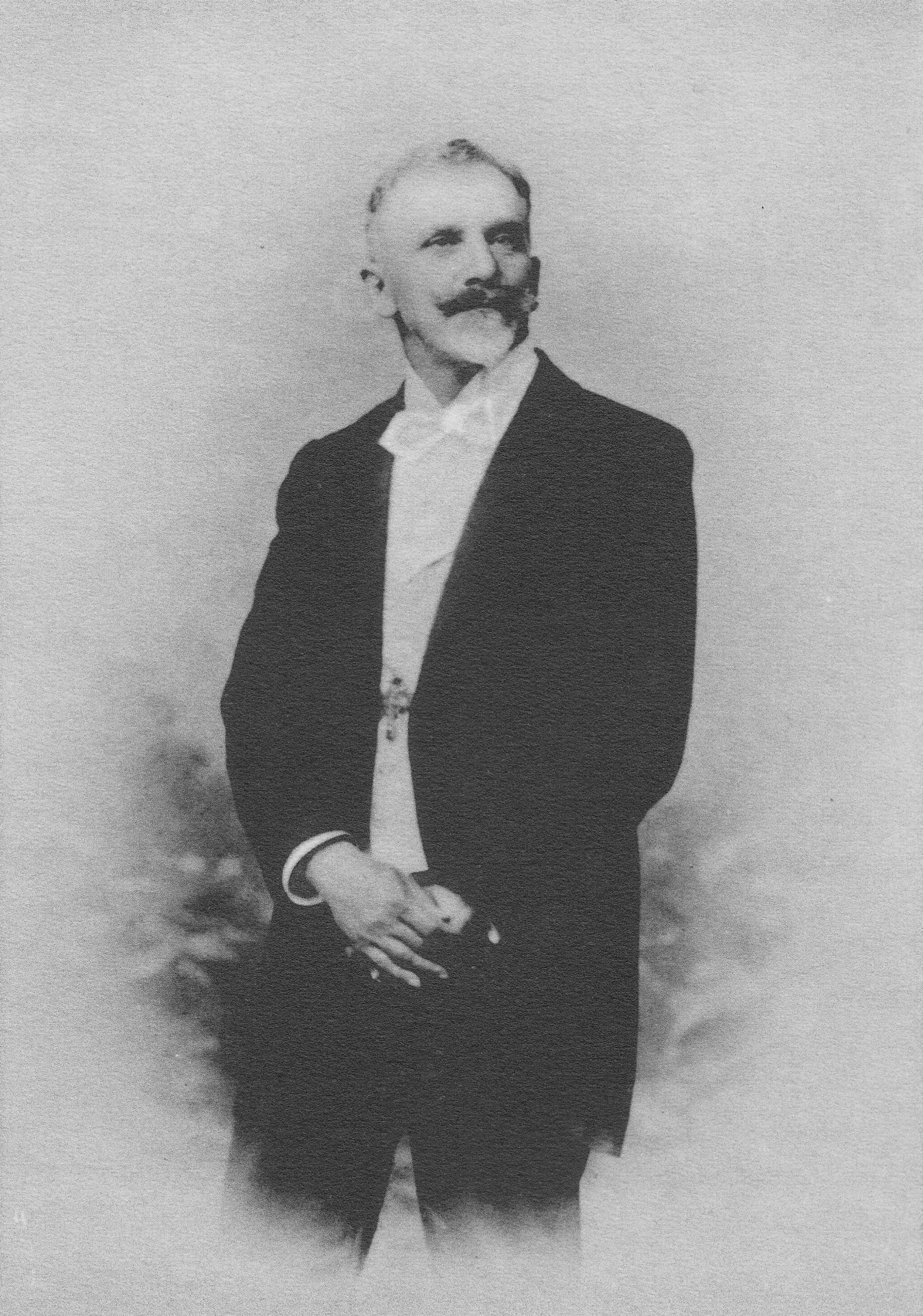
Julus Zeyer v dubnu roku 1896

Celá Karolinská epopeja je napsána plynulým, až poněkud monotónním blankversem. Tato monotónost rytmu je oživována nesouhlasem veršového a větného členění (přesahy větných celků z verše do verše, časté ukončování vět uvnitř verše atp.)
Při svém básnickém parafrázování se Zeyer přidržoval nejen základní dějové osnovy originálu, ale snaží se zachovat i kompoziční postupy chansons de geste. V textech proto panuje parataktický (souřadný) řád: jedna epizoda následuje za druhou, jedna dějová linie vstupuje do jiné (jde například o rozsáhlé odbočky od hlavního děje), přičemž různé linie nejsou nikterak jazykově odlišeny.
Hrdinové příběhů udržují předem daný rytířský mravní kodex. Dramatičnost jejich života plyne ze situací, v nichž se jednotlivé  zásady jejich kodexu dostávají do konfliktu s prožívanou skutečností (například mezi věrností králi na jedné straně a osobní hrdostí nebo intimními vztahy na straně druhé). Jejich činy mohou být dobré nebo zlé, ale nikdy nejsou malé nebo ubohé. Velikost jejich činů a vášní je přetváří v jednorozměrné nadčasové typy.
V epopeji hrají na rozdíl od původních chansons de geste významnou roli ženské postavy, které mají na muže očistný vliv a často se neváhají obětovat pro jejich záchranu.
Postavení Karla Velikého je v epopeji nadlidsky neotřesitelné. Je nejen vládcem a hlavou veškerého západního křesťanství, ale je zároveň prostředníkem mezi lidmi a Bohem. Nepodrobuje si svět pro sebe, ale pro větší slávu samotného Boha. Odlesk této jeho slávy se projevuje i v činech a snahách jeho paladinů.

## Obsah epopeje

### Pohádka o Karlu Velikém
První část epopeje, Pohádka o Karlu Velikém, je svodem tří vzájemně se prostupujících eposů Berta s velkýma nohama, Mainet a Basin, jejichž tématem nejsou Karlovy výboje a vladaření, ale jeho rodiče (král Pipin a jeho manželka Berta), jeho narození, dětství a první milostné příhody. Příběh o Basinovi tvoří rámec skladby, do něhož jsou pak retrospektivně vkládána další vyprávění. Celistvosti kompozice dosahuje Zeyer především propracovanými spojovacími články mezi jednotlivými tématy, ve kterých se nejvíce uplatňuje jeho fantazie a obraznost. Ve skladbě se proto objevuje mnoho kouzelných předmětů a bytostí i fantastických příběhů, které v původních eposech nejsou.

### Román o čtyřech synech Ajmonových
Román o čtyřech synech Ajmonových vypráví o vzpouře Ajmonových synů Renalda, Gišára, Ryšára a Žirára proti Karlovi Velikému. Rámcový děj, převzatý z eposu Renaud de Montauban, obsahuje mnoho do sebe zakomponovaných příběhů, které se více či méně týkají příběhu o čtyřech synech Ajmonových. Prapříčina konfliktu je převzata z písně Beuves d'Aigremont, ve které Karlův rytíř Ganelon zavraždí Ajmonova bratra Bóva. Dojde sice ke smíření, ale Renald s ním nesouhlasí. Později zabije Renald ve vzteku Karlova synovce Bertoleta, který jej při hře v šachy těžce urazil. Otevřou se staré křivdy a vypukne mnohaletý krvavý konflikt, který po mnoha střetnutích nakonec skončí smírem. Karel pak Renaldovi uloží vykonání svaté pouti. Po návratu Renald zjistí, že jeho žena již nežije. Odejde z domova, věnuje se stavbě chrámu a po jeho dokončení umírá.
Renald je ve skladbě zobrazen jako ztělesnění rytířských ctností. Je zdůrazněna jeho sebevědomá a nezlomná statečnost v boji za svá práva i jeho schopnost najít po těžkém osobním zklamání nový smysl života ve stavbě chrámu jako symbolu trvalých a neustále obnovovaných duchovních hodnot.
Román o čtyřech synech Ajmonových je nejrozsáhlejší skladbou epopeje. Je to dáno jednak tím, že Renaud de Montauban je nejdelším starofrancouzským eposem, jednak tím, že Zeyer do svého vyprávění vložil parafráze dalších šest eposů. Čtyři z nich jsou věnovány rytíři Rolandovi a do skladby jsou vloženy jako Karlovy vzpomínky. Rolandovo narození je popsáno podle písně Berta a Milon a jeho mládí podle písně Orlandino. První Rolandovy hrdinské činy boji proti Saracénům jsou převzaty z písně Aspremont, vylíčení vzniku jeho přátelství s Olivierem a zasnoubení s jeho sestrou Aldou z písně Girart de Vienne. Samostatně stojí ve skladbě vyprávění podle písně Rytířské skutky Ogiera Dánského (je proneseno žakéřem na Karlově dvoře) a vyprávění kouzelníka Malgise o Putování Karla Velikého do Jeruzaléma a Konstantinopole, ze kterého byly vypuštěny všechny komické prvky.

### Píseň o Rolandu
Starofrancouzský epos Píseň o Rolandovi je nejznámější a nejstarší chanson de geste vůbec. Jejím obsahem je především vylíčení bitvy v pyrenejském průsmyku Roncevaux, kde saracénské vojsko krále Marsila díky zradě nevlastního Rolandova otce Ganelona zničí zadní voj Karlovy armády vedené Rolandem, který v bitvě padne. Zeyer ve svém zpracování zachoval jeho rozdělení do tří částí, které však rozdělil ještě na několik kapitol. Podtrhuje božské poslání Karla Velikého, a dvanáct paladinů, kteří jsou Karlovi nejblíže, přirovnává ke dvanácti apoštolům. Jmenuje z nich ale pouze tři, Rolanda, Oliviera a arcibiskupa Turpina, pro jehož charakteristiku využívá píseň Aspremont (zde se vypráví jak se Turpinovi božím zásahem proměnilo dřevo kříže v oslňující slunce, před nímž pohané prchali). Ve skladbě je rovněž zmíněna píseň Otinel, která popisuje Marsilovi výboje v Lombardii. Zrádce Ganelon není v písni vyobrazen tak jednoznačně záporně jako v originále. Zeyer věnuje velkou pozornost jeho vnitřnímu boji při rozhodování, a tím se Ganelon stává více lidským. Na konci skladby dokonce pociťuje vinu a trápí jej svědomí.

### Píseň o korunování Lovise
Poslední část epopeje, skladba Píseň o korunování Lovise je tvůrčím postupem velmi podobná Pohádce o Karlu Velikém, protože tu je opět použita retrospektivní metoda ve formě Karlových vzpomínek. Rámcové vyprávění je založeno na písni Korunovace krále Ludvíka a postupně se v něm objevuje dalších pět chansons de geste.
Skladba se týká Karlova stáří. Příběh začíná těsně před koncem a je vyprávěn zpětně. Hlavním hrdinou skladby je Vilém Oranžský, který se zde jmenuje Giljom Fierabras. Karel chce v Cáchách předat vládu svému synovi Lovisovi, ale bojí se jeho slabosti. Na Karlův dvůr přijíždí Giljom a to vyvolá Karlovy vzpomínky na jeho otce Emeriho (píseň Aymeri de Narbonne), na které navazuje zpracování eposů, týkajících se hrdinských skutků Giljoma (Vilémovo mládí a Dobytí Orange). Giljom Karlovi ostře kontrastuje se slabým Lovisem, který mu pripomíná jeho matku a nespravedlnost, které se na ní dopustil (Macaire ou La reine Sebile). Další vzpomínka je na rytíře Rolanda, který se kdysi urazil a odjel do Svaté země a do Persie (Vpád do Španěl).
Teprve po těchto reminiscencích pokračuje hlavní děj. Když Karel vidí Lovisovu slabost a nerozhodnost, chce vložit korunu na hlavu vévody Ernhalta. Giljom však Ernhalta jakožto zrádce zabije a dopomůže Lovisovi ke korunovaci. Po záchraně koruny pro Lovise Karel hned umírá, zatímco v předloze žije ještě pět let.